# Ben Malango
Ben Malango Ngita (ur. 10 listopada 1993 w Kinszasie) – kongijski piłkarz, grający na pozycji środkowego napastnika. W sezonie 2020/2021 zawodnik Rai Casablanca. Reprezentant kraju.

## Kariera klubowa
Karierę zaczynał w 2015 roku w CS Don Bosco, zajmując z tym zespołem 6. miejsce w kongijskiej ekstraklasie w sezonie 2015/2016.
1 stycznia 2016 roku przeniósł się do TP Mazembe. Z tym zespołem dwukrotnie był mistrzem kraju, a raz wicemistrzem. Występował z zespołem w afrykańskich pucharach. Wystąpił w finale Afrykańskiego Super Pucharu dwukrotnie, za każdym razem przegrywał. W 2018 roku zdobył z TP Mazembe Afrykański Puchar Konfederacji.
30 lipca 2019 roku trafił do Maroka, do Rai Casablanca. Zadebiutował tam 24 października 2020 roku w meczu przeciwko Rai Beni Mellal, wygranym 2:0. Już w tym meczu strzelił swojego pierwszego gola. Malango strzelił gola z główki, w 76. minucie, a dograł mu Soufiane Rahimi. W swoim pierwszym sezonie z tym zespołem Ben Malango rozegrał 29 meczów (20 ligowych), strzelił 8 goli i zanotował 3 asysty. Również w swoim pierwszym sezonie został mistrzem kraju. Łącznie do 30 maja 2021 roku rozegrał 71 meczów (w tym 47 ligowych), strzelił 21 ligowych goli i zanotował 5 asyst.
27 lipca 2021 roku Kongijczyk został kupiony przez Sharjah FC za 3,30 mln euro. W emirackim klubie zadebiutował 20 sierpnia 2021 roku w meczu przeciwko Ittihadowi Kalba, wygranym 1:0. Ben Malango został zmieniony w 89. minucie. Pierwszego gola strzelił 6 dni później, w meczu przeciwko Al-Dhafra SCC, wygranym 0:1. Jedynego gola w tym meczu strzelił w 26. minucie. Pierwszą asystę zaliczył 28 października 2021 roku w meczu przeciwko Al-Orooba, zremisowanym 2:2. Asystował przy golu na 0:1 w 1. minucie meczu. Łącznie do 20 grudnia 2021 roku zagrał w 15 meczach (10 ligowych), strzelił 8 goli (6 w lidze) i miał 4 asysty (1 ligową).

## Kariera reprezentacyjna
Ben Malango w ojczystej reprezentacji zadebiutował 11 sierpnia 2017 roku w meczu przeciwko Kongu, zremisowanym 1:1. Pierwszą bramkę strzelił 28 maja 2018 roku w meczu przeciwko Nigerii, zremisowanym 1:1. Ben Malango do siatki trafił w 78. minucie. Łącznie do 30 maja 2021 roku rozegrał 15 meczów i strzelił cztery bramki.